# Poříčí (Brno)
Poříčí je dopravně významná ulice v širším centru města Brna. Tvoří jižní hranici čtvrti Staré Brno, přináležící k městské části Brno-střed. Téměř v celé délce tvoří úsek Velkého městského okruhu na levém nábřeží Svratky.
Ulice Poříčí začíná u výstaviště na křižovatce s ulicí Křížkovského, vede k řece Svratce na křižovatku s Bauerovou a stáčí se na nábřeží, po němž vede v délce 1,4 km až na křižovatku s Heršpickou radiálou (silnice I/52). Krátkým bezejmenným úsekem bez adresních čísel je pak Poříčí napojeno na Opuštěnou, po níž městský okruh pokračuje dál.
Středem ulice vede kolej železniční vlečky na brněnské výstaviště, po níž do roku 2022 občas projížděly mimořádné vlakové soupravy. Následně bylo v rámci rekonstrukce celého nábřeží přerušeno propojení trati se železniční sítí a vlečka byla úředně zrušena. Zachováno bylo jen její napojení na tramvajovou síť z ulice Křížové.

## Pojmenování
Ulice byla pojmenována v 19. století podle své polohy při řece Svratce, přičemž původní německý název Flussbettgasse lze překládat i jako „Řečištní“. Úsek dnešní ulice se do roku 1918 jmenoval Schwarzagasse („Svratecká“), pak byla celá ulice nazvána Na poříčí (Flussbettgasse). Roku 1946 byla v rámci hromadné změny názvů brněnských ulic odstraněna předložka.

## Významné budovy a instituce
- Fakulta architektury Vysokého učení technického v Brně – čo. 5
- Pedagogická fakulta Masarykovy univerzity – čo. 7–9 a čo. 31
- Winning Group Arena (roh Poříčí a Nových Sadů)

## Galerie

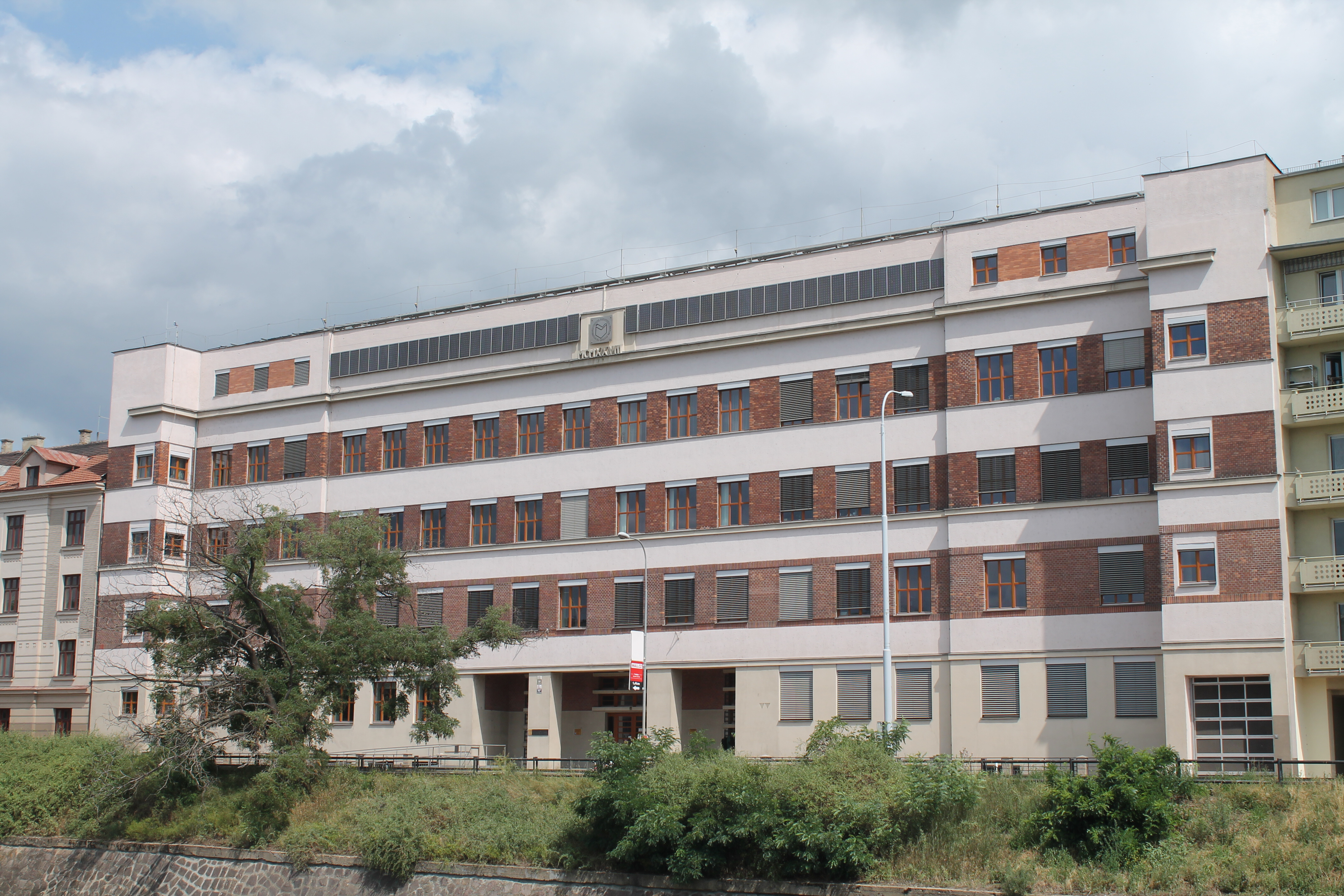
Pedagogická fakulta Masarykovy univerzity
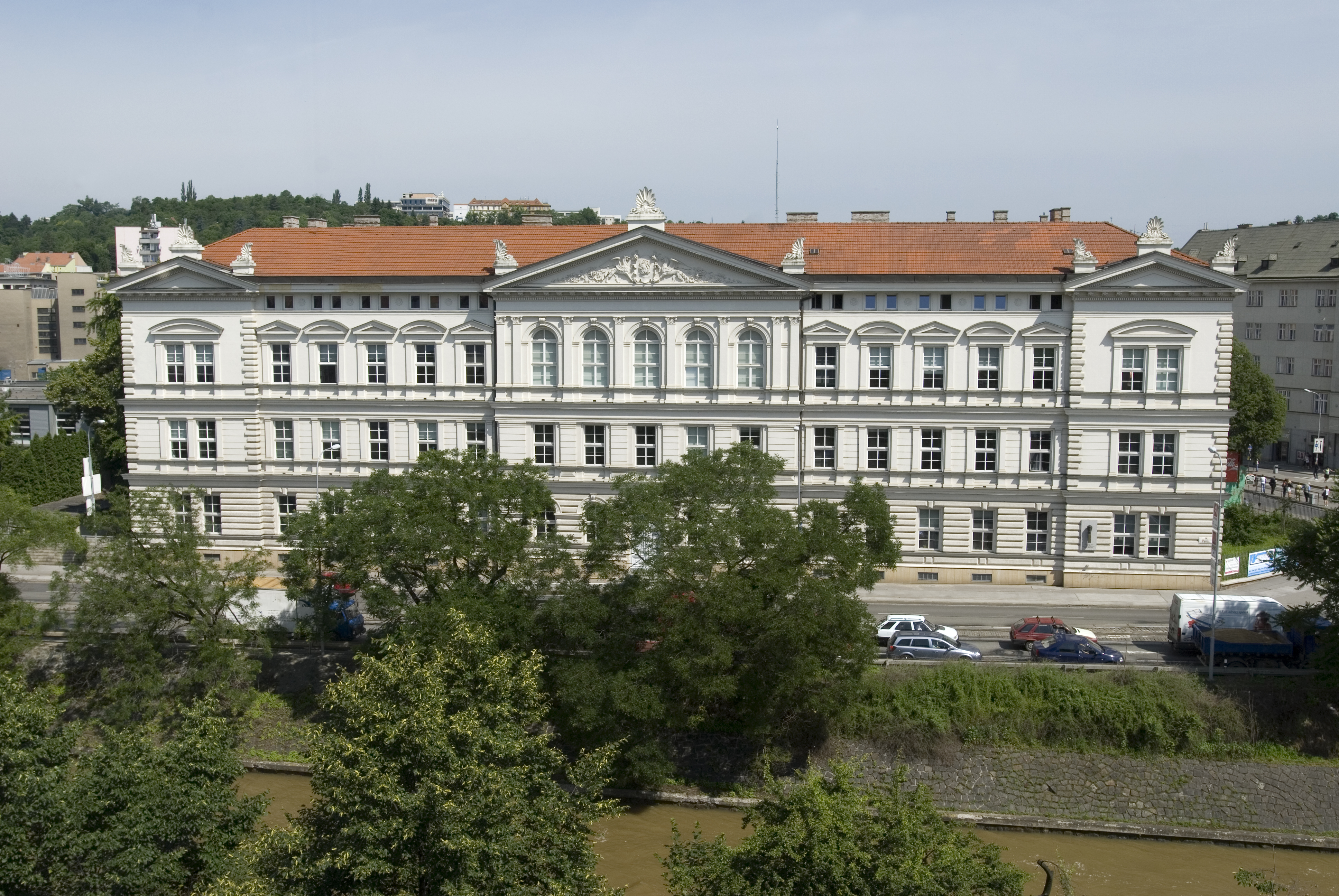
Fakulta architektury Vysokého učení technického v Brně
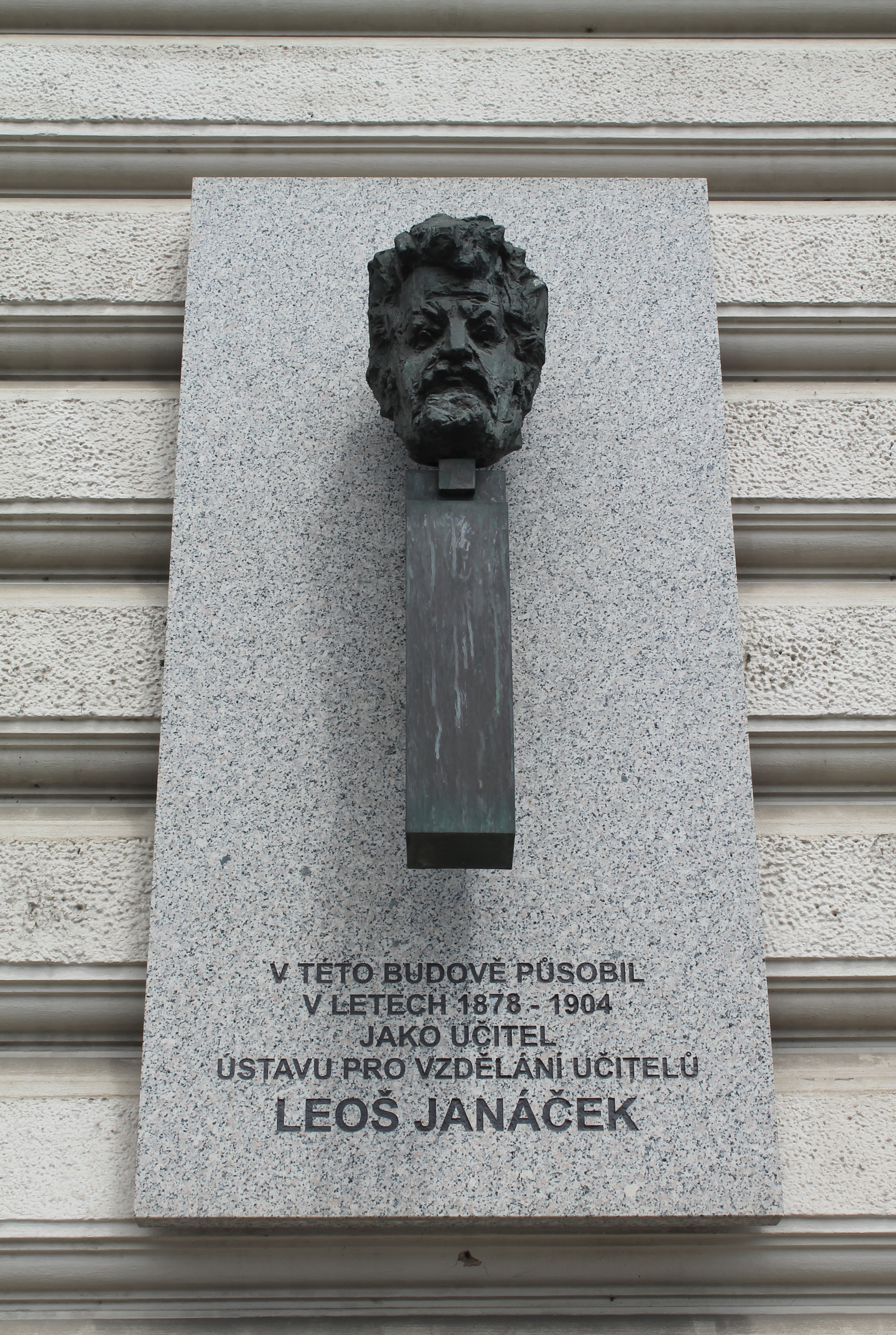
Pamětní deska Leoše Janáčka
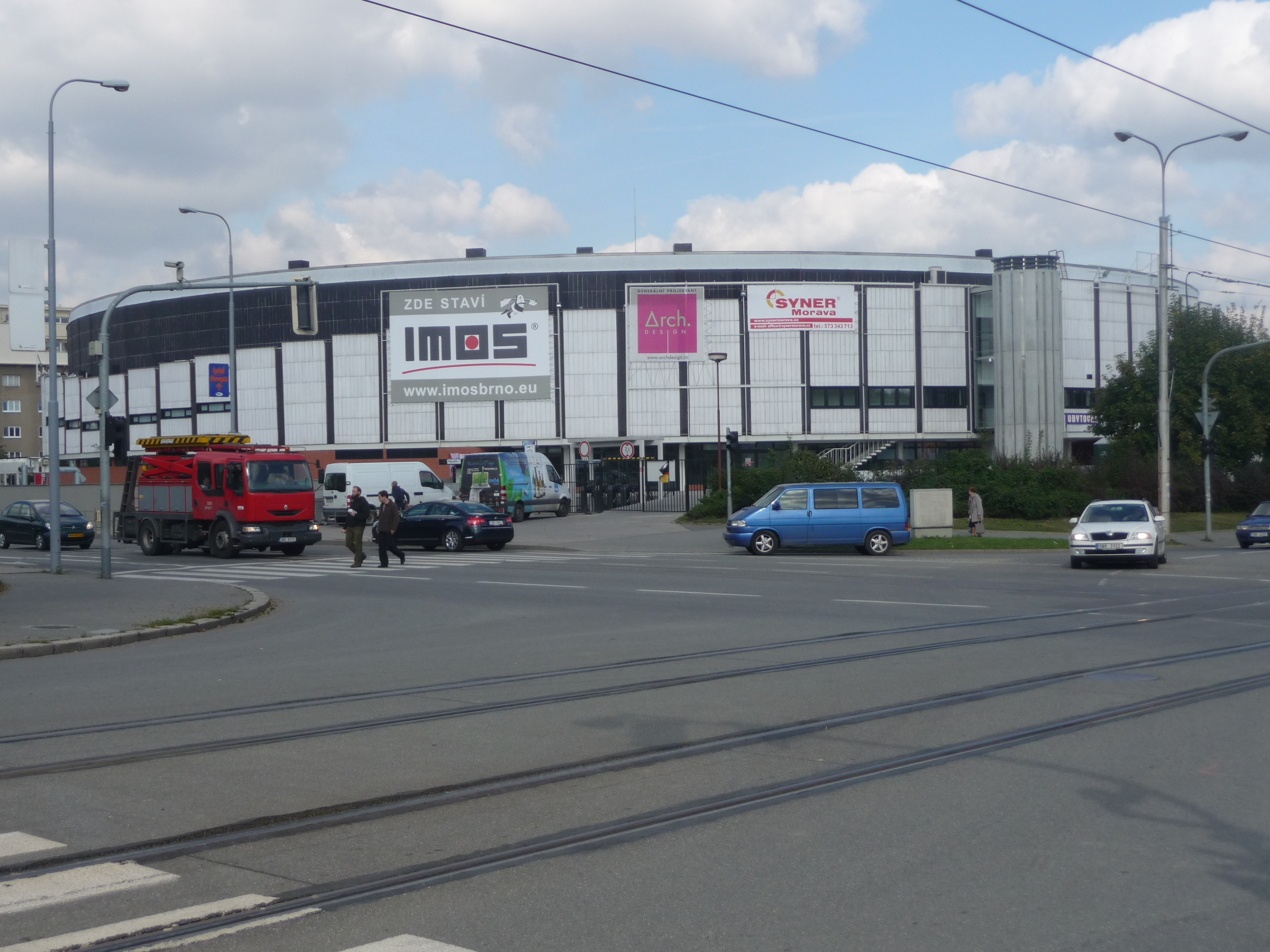
Křižovatka ulic Poříčí a Nové sady, v pozadí Hala Rondo
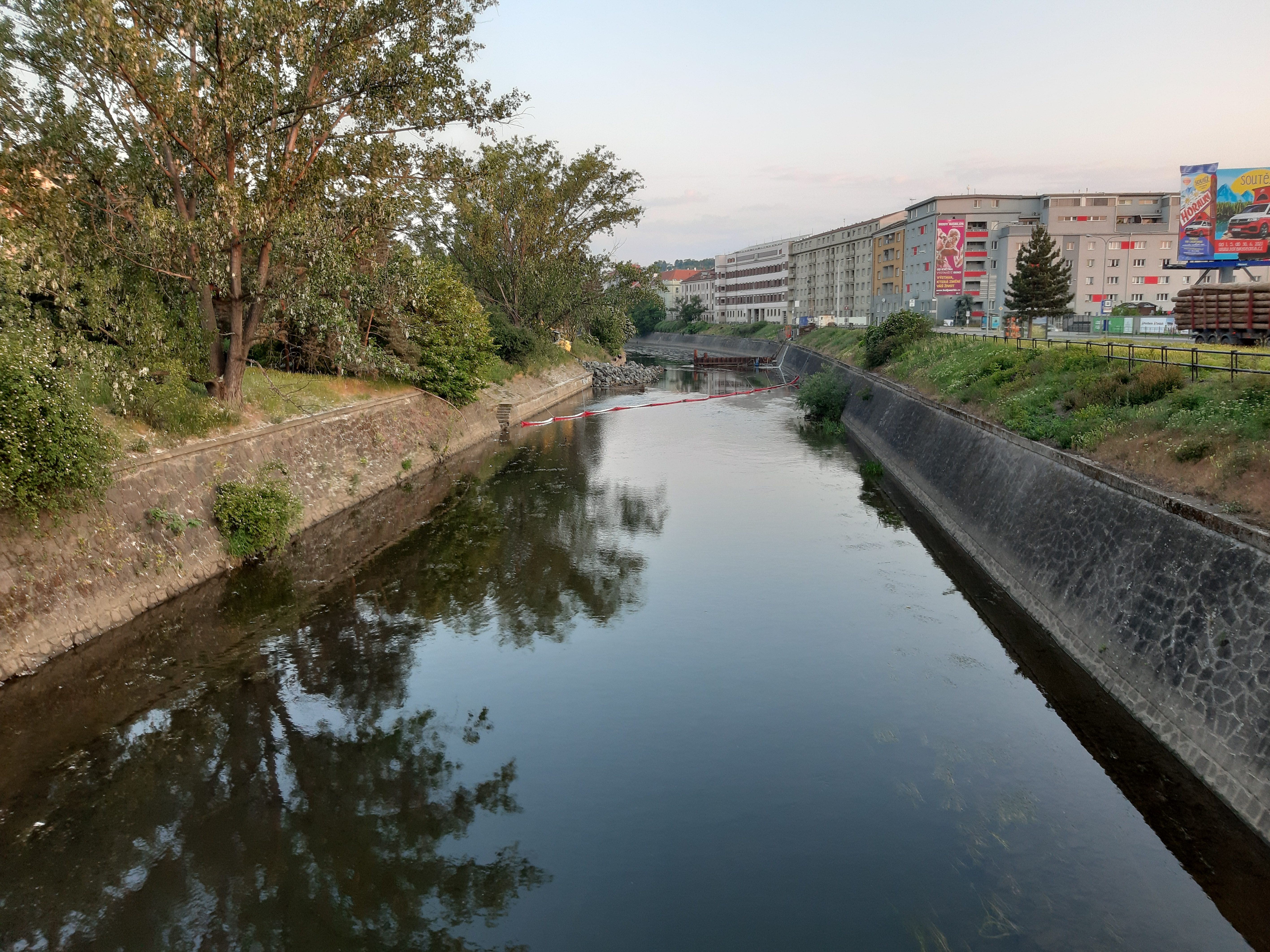
Svratka z Novosadského mostu
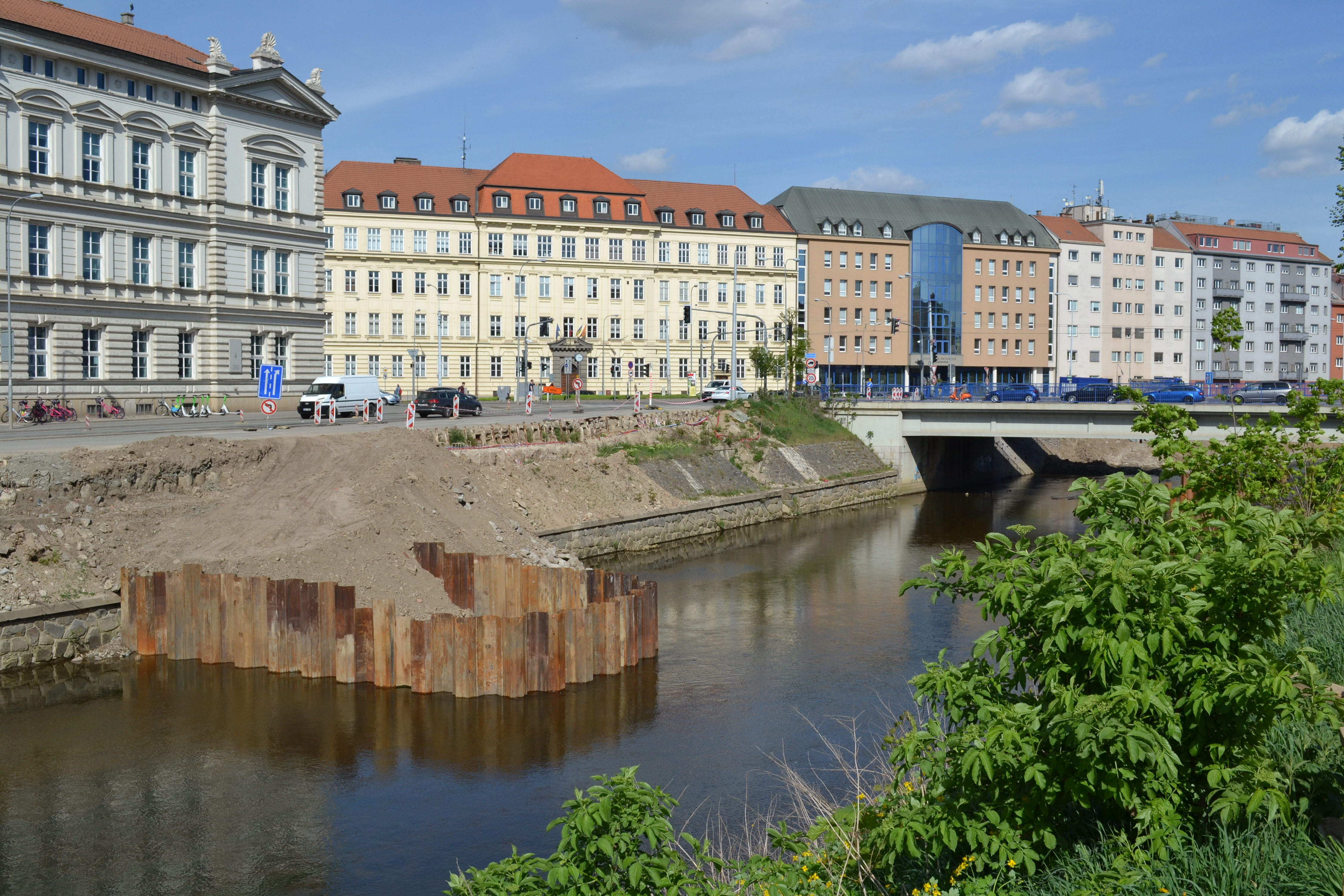
Nábřežní zástavba na Poříčí, v popředí staveniště nové náplavky (2024)